# Kanton Saint-Ciers-sur-Gironde
Kanton Saint-Ciers-sur-Gironde (fr. Canton de Saint-Ciers-sur-Gironde) je francouzský kanton v departementu Gironde v regionu Akvitánie. Tvoří ho 11 obcí.

## Obce kantonu
- Anglade
- Braud-et-Saint-Louis
- Étauliers
- Eyrans
- Marcillac
- Pleine-Selve
- Reignac
- Saint-Aubin-de-Blaye
- Saint-Caprais-de-Blaye
- Saint-Ciers-sur-Gironde
- Saint-Palais